# ウェスト・サセックス
ウェスト・サセックス（英: West Sussex）は、イギリスのサウス・イースト・イングランドにある典礼カウンティ。北でサリーと、東でイースト・サセックスと、西でハンプシャーと隣接し、南はイギリス海峡に臨む。最大の町はクローリー、州都はチチェスター。
面積は1,991平方キロメートル、人口は約90万人。ボグナー・リージス、リトルハンプトン、ワージングなど、海沿いに大きな町が連なる。このうちリトルハンプトンとワージングは、イースト・サセックスにもまたがるブライトン・アンド・ホーヴ都市圏の一部である。州内陸部はおおむね農村部で、主要な町としてクローリーとホーシャムがある。チチェスターは州南西部に位置する。行政上は非都市カウンティに分類され、7つのディストリクトからなる。古くはイースト・サセックスと単一のカウンティ（サセックス）を構成していた。
東西に横断するサウス・ダウンズによって、州は北部と南部に分かれる。ダウンズはチョークからなる断崖で、北のウィールド地域に向かっては急激に落ち込むが、南はよりゆるやかに下る。ダウンズと海岸のあいだには、平地が細長く帯状に連なる。この海岸平野は西に向かうにつれ広くなるが、チチェスター港やラングストーン港、ポーツマス港といった入り江によって分断される。
州内では前期旧石器時代の遺跡が発見されており、古くから人類が活動していたことがわかっている。古代ローマの属州時代を経て、中世初期に入るとサクソン人が到来し、477年にサセックス王国を建てた。この王国は827年ごろ、ウェセックス王国に併合されるまで存続した。グッドウッド・ハウスやペットワース・ハウス、アッパークといったステイトリーホーム（カントリーハウス）や、アランデル城やブランバー城といった城郭が残る。
州内の最高地点は280メートルのブラックダウンである。

## 歴史
サセックスには、前期旧石器時代から人類が居住していた。ボックスグローブ旧石器時代遺跡からは、イギリス最古の類人猿（ホモ・ハイデルベルゲンシス）の遺物が出土している。青銅器時代の墳墓群であるデビルズ・ジャンプや、鉄器時代の城砦であるシスベリー・リングやチャンクトンベリー・リングといった遺跡も州内にある。
古代ローマ時代にはフィッシュバーン宮殿やビグナー・ビラといった郊外の別荘に加えて、ステーン街道やチチェスター─シルスター街道、サセックス・グリーンサンド・ウェイなどの街道が整備された。ウィールド地域では製鉄が大規模に展開された。
『アングロサクソン年代記』には、477年にサセックス王国が建国されたと記録されている。同書によると、サイメンショアという土地にサセックスのエールとその3人の息子が3隻の船で上陸したが、原住民との争いで死亡した。ほとんどの歴史家はこの建国譚を一種の神話とみなしているが、考古学的には実際に5世紀後半にサクソン人が定住をはじめたことが示唆されている。その後、サセックス王国はウェセックス王国に伯爵領として併合され、カウンティとなった。
カウンティとしてのサセックスは6つの郡（レイプ）に区分されたが、16世紀までに西部の3郡は独自の四季裁判所を有するなど、非公式ながら一体化していた。1888年には独自の州議会（カウンティ・カウンシル）も設立され、サセックスは東西ふたつの行政カウンティに分割されることとなった。1972年地方自治法成立後の1974年には、それぞれが単一の典礼カウンティとなった。このとき、ルイス郡東部の大部分（ヘイワーズ・ヒース、バージェス・ヒル、イースト・グリンステッドの各タウンを含むミッドサセックス・ディストリクト）がウェスト・サセックスに移管された。

## 名所
- Amberley Museum、アランデル城、WWTアランデル（ウィルドフォール・ウェットランドトラストの自然保護区）
- バーナムウィンドミル、ビッグナーローマ村、ブルーベル鉄道
- クライスト病院 古風な制服で有名な歴史ある公立学校
- シスベリリングとチャンクトンベリリング サウス・ダウンズに位置する古代の丘の堡塁
- フィッシュバーン村 ローマ村
- ランシング学寮
- ロンドン・ガトウィック空港、グッドウッドハウス
- ハイ・ソールヴィントンの風車
- パラントハウス・ギャラリー
- セルシービル、ショアハム空港 ヨーロッパ大陸と結ぶ最古の空港
- サウス・ダウンズ・ウェイ（South Downs Way） 長距離の遊歩道
- スタンステッド公園
- 聖マリア教会（ソンプティング村） 11世紀のアングロ・サクソンの教会
- ウェイクハースト・プレイス
- 聖マーガレット教会（ウェストホースリー村） 11世紀のアングロ・サクソンの教会